# Jack Michael Martínez
Jack Michael Martínez (ur. 12 października 1981 w Santo Domingo) – dominikański koszykarz, występujący na pozycjach silnego skrzydłowego lub środkowego, reprezentant kraju.

## Osiągnięcia
Stan na 12 września 2020, na podstawie, o ile nie zaznaczono inaczej.
Drużynowe
- Mistrz Wenezueli (2008, 2010)
- Wicemistrz Wenezueli (2002, 2011, 2014)

Indywidualne
- MVP finałów ligi wenezuelskiej (2008, 2010)
- Lider w zbiórkach ligi:
  - włoskiej (2006)
  - argentyńskiej (2012)
  - wenezuelskiej (2002, 2012–2014)
  - meksykańskiej (2009)
  - dominikańskiej (2012)
  - portorykańskiej (2005)

### Reprezentacja
Drużynowe
- Mistrz:
  - Centrobasketu (2004, 2012)
  - Igrzysk Ameryki Środkowej i Karaibów (2014)
- Wicemistrz:
  - Centrobasketu (2010)
  - CaribeBasketu (2007)
  - igrzysk panamerykańskich (2003)
- Brązowy medalista:
  - mistrzostw Ameryki (2011)
  - Centrobasketu (2008)
  - Igrzysk Ameryki Środkowej i Karaibów (2006)
- Uczestnik:
  - mistrzostw:
    - świata:
      - 2014 – 13. miejsce
      - U–21 (2001 – 4. miejsce)

    - Ameryki (2005 – 6. miejsce, 2009 – 5. miejsce, 2011, 2013 – 4. miejsce)

  - igrzysk panamerykańskich (2011 – 4. miejsce)
  - kwalifikacji olimpijskich (2012 – 4. miejsce)
  - Centrobasketu (2004, 2006 – 5. miejsce, 2008, 2010, 2012)
  - Kontynentalnego Pucharu Tuto Marchanda (2011, 2013 – 4. miejsce)

Indywidualne
- MVP Centrobasketu (2004, 2012)
- Lider mistrzostw Ameryki w zbiórkach (2011)